# Fényszimfónia (Így jártam anyátokkal)
A Fényszimfónia az Így jártam anyátokkal című televízió-sorozat hetedik évadának tizenkettedik epizódja. Eredetileg 2011. december 5-én vetítették, míg Magyarországon 2012. október 31-én.
Ebben az epizódban Robin, aki rosszabbnál rosszabb híreket kap, úgy dönt, nem mondja el a többieknek. Közben Marshall nekilát a ház karácsonyi díszítésének, amiben a szomszéd gyerek alaposan megnehezíti a dolgát.

## Cselekmény
Ez az epizód kivételes a tekintetben, hogy a narrálást nem Jövőbeli Ted kezdi, hanem Jövőbeli Robin, a saját leendő gyerekeinek mesélve. Megkérdi tőlük, tudják-e, hogy ismerte meg az apjukat, majd ott kezdi el mesélni a sztorit, ahol az előző epizódban abbamaradt: elmondja Barneynak, hogy terhes, és hogy ő az apa.
Barney illetlen megjegyzéseket tesz, mire Robin folyton megüti őt. Barney meglepődik, hogy Robin még le se feküdt Kevinnel, majd Robin elájul, amikor azt látja, hogy teljesen belelkesedik az apaság gondolatától. Később a bárban is azon vitatkoznak, hogy az egyikük miért örül ennyire, a másik pedig miért nem. Megérkezik Lily és Marshall, kezükben egy hatalmas zoknival, amit még a nagyanyja kezdett el kötni a házasságuk napján a leendő első gyereküknek, de meghalt, mielőtt befejezhette volna. Marshall azt tervezi, hogy a karácsonyi dekorációval mindenkit le fog pipálni a Long Island-i házuknál.
Barney önként jelentkezik, hogy segít Lilynek a babaváró bulira való felkészülésnél, azzal a szándékkal, hogy bebizonyítsa Robinnak, hogy jó apa lenne. De mikor a bababoltban találkozik régi barátjával és szárnysegédjével, "Dilis" Duane-nel, aki egy egyéjszakás kaland következtében lett apa és pokollá lett az élete, megretten. Másnap Robin elmegy Dr. Sonyához vizsgálatra, és kiderül, hogy nem terhes. Ő és Barney örömujjongva hallják ennek hírét. Csakhogy Robinnak később is vissza kell mennie a doktornőhöz, aki közli vele, hogy nemcsak hogy nem terhes, de soha nem lehet gyereke, mert meddő. Úgy határoz, nem mondja el a barátainak a hírt, mert mindannyian túlreagálnák, és neki arra lenne a legkevésbé szüksége. Ted folyamatosan traktálná, Lily a sírásíg zaklatná fel saját magát. Marshall egy rakás kérdést tenne fel neki, Barney pedig kínos módon próbálná megnevettetni. Mikor aztán Ted rákérdez, hogy mi a baj, az első hazugságot böki ki, ami az eszébe jut: azért szomorú, mert nem lehet olimpiai rúdugró. Ezt hallva a többiek pontosan úgy kezdenek el reagálni, ahogy Robin előre sejtette.
Ezután Marshall kimegy a Long Island-i házhoz feldíszíteni azt. Megjelenik a szomszéd gyerek, aki azt mondja, bárcsak ő is díszíthetne az apjával, de ő sajnos túl elfoglalt. Marshall áthívja Scott-ot, hogy segítsen neki, mert nagyon szimpatikusnak találja, de Scott galád módon feldönti a létrát, míg Marshall a tetőn van, aztán "eszik egy szendvicset" és egy hatalmas bulit tart a házban. Eközben a többiek visszamennek a bababoltba, és Lily észreveszi, hogy Robin láthatóan felzaklatott. Robin azt mondja, hogy azért, mert bár sosem akart "rúdugró" lenni, a tudat, hogy most már ha akarna, sem lehetne, fájdalmas. Majd teljesen kiborulva távozik, amikor Ted megmutat neki egy Kanada-mintás rugdalózót.
Később a bárban próbálnak rájönni, mi lehetett a baj. Ted úgy gondolja, honvágya lehet, hiszen Kanada volt a kisruhán, ezért elhatározza, hogy vesz két repülőjegyet Clevelandbe, és együtt töltik a karácsonyt. De ettől Robin csak mérges lesz, és azt mondja, hogy nem Ted dolga megvigasztalni őt, majd lelép egy csomó tojáslikőrrel. Egyedül kezd el bolyongani a Central Parkban, és kiderül, hogy az egész narráció a jövőbeli gyerekeiről csak a képzeletében létezett. Mikor visszaér a lakásba, döbbenten látja, hogy egy Ted által készített különleges karácsonyi fényszimfónia várja őt. Ted azt mondja neki, hogy nem baj, ha nem mondja el, hogy mi a baj, ha nem szeretné, de ő mindig itt lesz, hogy felvidítsa. Robin mindezt látván sírni kezd. Jövőbeli Ted itt lép be a narrációba és elmondja, hogy "Robin néni" sosem lett ugyan rúdugró, de lett belőle sikeres újságíró, üzletasszony, világutazó, sőt egyszer még torreádor is. De ami a legfontosabb: soha nem volt magányos.
Az epizód végén Lily kimegy a házhoz, ahol gyanútlanul megjutalmazza Scottot, amiért segített Marshallnak – és csak ezután veszi észre, hogy ő mindvégig a tetőn volt.

## Kontinuitás
- Robin az "Új kezdet" című részben fedte fel Barney előtt, hogy terhes.
- Mikor Robin a jövőbeli gyerekeinek mesél, azok Barney lakásában ülnek, az ő kanapéján.
- Több korábbi rész témája volt, hogy Robin nem akar gyereket ("Kisfiúk", "A terasz", "A tej")
- A visszaemlékezésben Ted és Barney ugyanolyan ruhát viselnek, mint az "Így találkoztam a többiekkel" című rész visszaemlékezésében, ami szerint Barney aznap találkozott Teddel, amikor utoljára látta Duane-t.
- Scott "szendvicset eszik", ami a fűszívás metaforája a sorozatban.
- Randyt ismét megemlítik ("A megfelelő tesó", "Randy elbocsátása")
- Ted megint a nyomozói képességeivel henceg.

## Jövőbeli visszautalások
- Robin reakciója arra, hogy ha szeretne is gyerekeket, már soha nem lehet neki, hasonló, mint ami a "Vágyom egy homár után" című epizódban történik. Ott először annak ellenére eszik rákot, hogy azt neki nem lehet, és akkor próbálja meg üldözni Barneyt, amikor ő azt mondja neki, hogy már túllépett rajta.
- Robin végül "A piás vonat" című részben mondja el Marshallnak, Tednek és Lilynek, hogy meddő, Barneynak pedig "A világítótorony" című részben.
- A "Nem sürgetlek" című részben Marshall megemlíti, hogy a fényszimfóniát Tednek 8 órájába került összerakni.

## Érdekességek
- Jövőbeli Ted céloz arra, hogy Robin a jövőben bikaidomár is lett. Erre utalás az "Örökkön örökké" egyik kivágott epizódjában volt.
- Ez a második olyan epizód, ahol nem Jövőbeli Ted a narrátor.

## Vendégszereplők
- Noah Schnacky – Robin képzeletbeli fia
- Andra Nechita – Robin képzeletbeli lánya
- Vicki Lewis – Dr. Sonya
- Chase Ellison – Scott
- Todd Grinnell – Duane

## Zene
- AC/DC – Highway To Hell